# Palesztinok
A palesztinok (arabul:  فلاسنيون [al-Filasṭīniyyūn], héberül: פָלַסְטִינִים, a modern görögből származik: παλαιστίνη, Palaistínē; arab : فلسن, falasṭīn, [falasˈtˁiːn] vagy filasṭīn) Palesztinában élő etnonemzeti csoport, melynek tagjai nyelvileg és kulturálisan az arabok közé tartoznak.

Palesztina és a palesztinok zászlaja

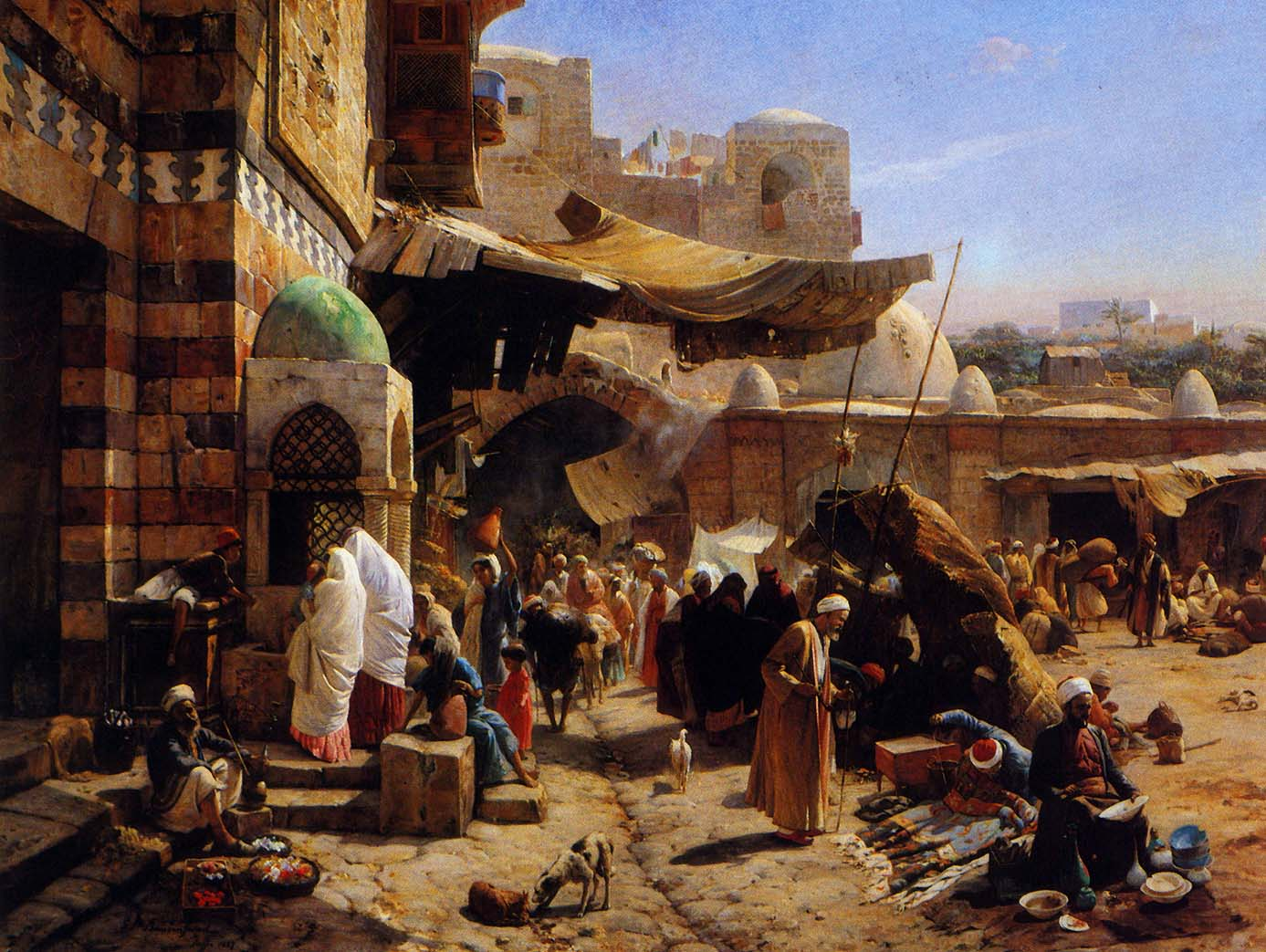
Palesztin piac Jaffában, Gustav Bauernfeind festménye 1887-ből

Eredetileg a kifejezés a brit palesztinai mandátum teljes lakosságára vonatkozott, beleértve a zsidókat és a szamaritánusokat is. Ma a palesztinok Palesztina arab lakosságára utalnak, ideértve 1948 óta a globális diaszpórát, amely főként Európában élő menekültekből áll. Izrael arab állampolgárai izraelinek, palesztinnak vagy arabnak vallják magukat.
A palesztinok nevüket az ókori filiszteusokról kapták. Az állítások szerint az ókori egyiptomi Peleset/Purusati kifejezés a „tengeri népekre” utalt, köztük különösen a filiszteusokra. A sémi nyelvek közül az akkád Palaštu (néha Pilištu) a 7. századi Filiszteára és négy akkori városállamára utalt. A bibliai héber rokon értelmű plištim szót általában „filiszteusoknak” fordítják.
1947. november 29-én az Egyesült Nemzetek Szervezete kiadott egy felosztási tervet Palesztina térségére, amelyben az akkori brit palesztinai mandátumot felosztották egy arab és egy zsidó államra. Izrael Állam 1948. május 14-i megalakulásával sok palesztin elhagyta Palesztina korábbi brit mandátumát, és a szomszédos arab országokban telepedett le, például Egyiptomban, Jordániában, Libanonban és Szíriában. Az 1948-as izraeli függetlenségi háború során a Gázai övezetet Egyiptom, Ciszjordániát pedig Jordánia foglalta el. Az 1967-es hatnapos háborúban a Gázai övezetet és Ciszjordániát is meghódította Izrael, ugyanakkor Jeruzsálem keleti és nyugati része újraegyesült, és Izrael „oszthatatlan fővárosává” nyilvánították.
1988. november 15-én a Palesztinai Felszabadítási Szervezet (PFSZ) Algírban kinyilvánította Palesztina állam függetlenségét Izraeltől, amelyet azóta az ENSZ legtöbb tagállama a palesztinok államaként ismert el. 1994. május 4-én a Gáza–Jerikó megállapodással létrehozták a palesztin területeket az Izrael által megszállt területeken, amelyek a Gázai övezetet és Ciszjordánia 40%-át fedik le. 2011. október 31-én Palesztina Állam az UNESCO tagjává vált, 2012. november 29-én pedig az ENSZ Közgyűlése nagy többséggel megszavazta Palesztina Állam cselekvő országként való felvételét.
A legtöbb palesztin szunnita muszlim, kisebbségükben keresztények, szamaritánusok, drúzok és síiták. A palesztin keresztények különösen a keleti ortodox egyházhoz a (jeruzsálemi görög ortodox patriarchátushoz) tartoznak; azonban Palesztinában arányuk meredeken csökkent az erős kivándorlás miatt, az 1950-es 21%-ról 2008-ban már csak 8%-ra. Legtöbbjük a palesztin Gázai-övezetben és Ciszjordániában él, ezt követi Jordánia, Izrael, Szíria, Chile és Libanon. Félmillió menekültjével Chile jelenleg a Közel-Keleten kívül a legtöbb palesztinnak ad otthont.

## Fordítás
- Ez a szócikk részben vagy egészben  a   Palestyne című afrikaans Wikipédia-szócikk ezen változatának fordításán alapul.  Az eredeti cikk szerkesztőit annak laptörténete sorolja fel. Ez a jelzés csupán a megfogalmazás eredetét és a szerzői jogokat jelzi, nem szolgál a cikkben szereplő információk forrásmegjelöléseként.